# 海鹰航天服

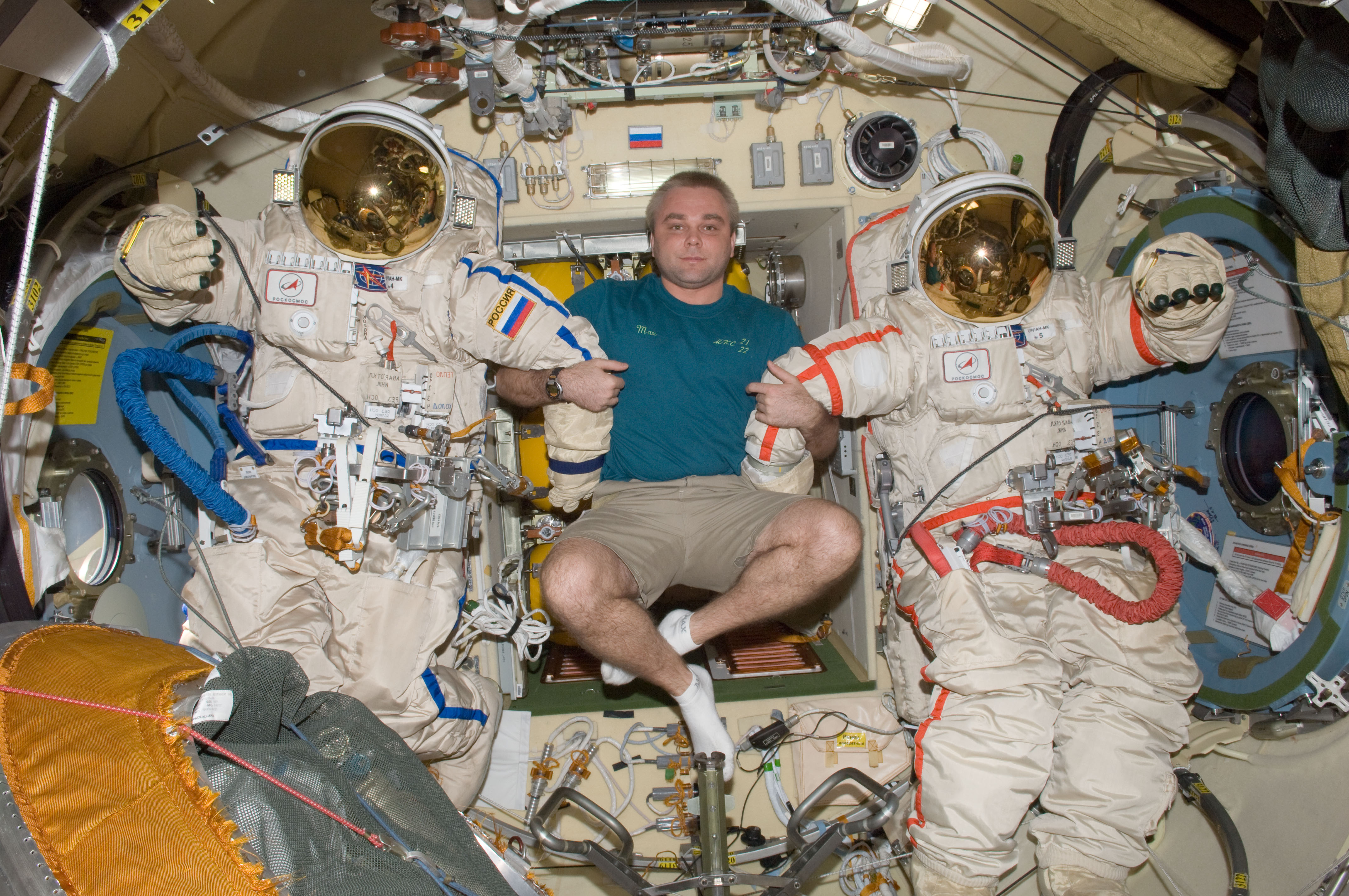
于国际空间站上驻留的俄罗斯宇航员马克西姆·苏拉耶夫，左右两侧为两套俄制的海鹰舱外航天服

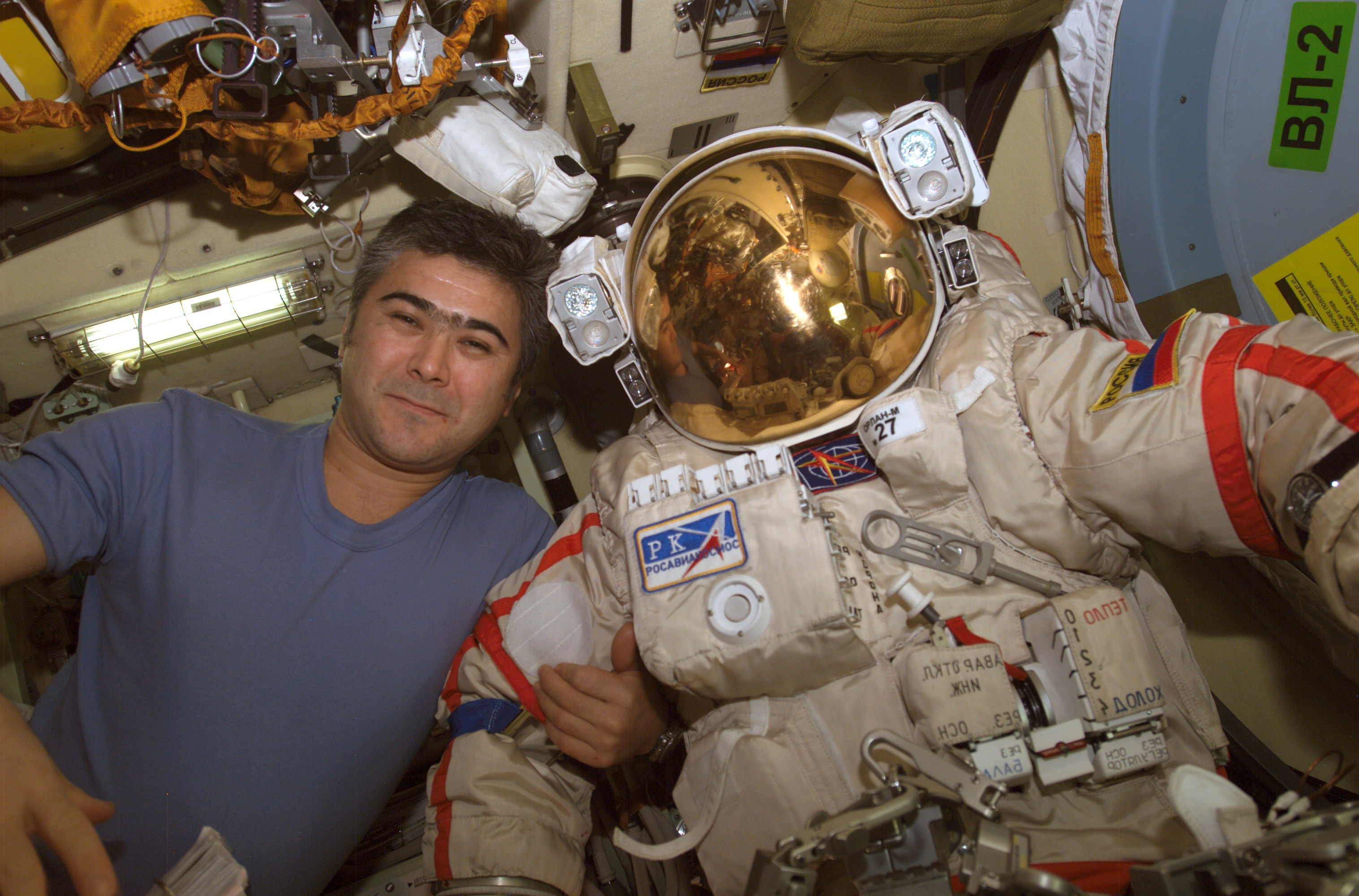
俄国宇航员沙里波夫于海鹰-M型舱外航天服侧边

海鹰航天服（俄语：Орлан）是由俄罗斯星辰科学研究所设计和制造的一系列舱外航天服型号。 现已作为标准舱外航天服被用于俄罗斯航天计划中的舱外活动，同时也被用于包括美国宇航局在内等其他国家的航天计划。